# Joseph Dedoyard
Joseph Jean Dedoyard (Romsée, 1 februari 1901 - Morlanwelz, 3 oktober 1970) was een Belgisch volksvertegenwoordiger.

## Levensloop

### Beroepsleven en engagement als vakbondsman
Dedoyard stopte op zijn elfde met school en ging als mijnwerker aan de slag in de koolmijnen van de Société anonyme des Charbonnages de Wérister. Zijn collega Paul Gruselin bracht hem de beginselen van het socialisme bij, waarna Dedoyard die via zelfstudie verder ontwikkelde. Nadat hij zijn militaire dienstplicht had vervuld volgde hij vanaf 1924 avondonderwijs in de technische school van Wérister. Op voorspraak van de Luikse Centrale der Mijnwerkers bemachtigde Dedoyard een beurs om studies te volgen aan de Arbeidershogeschool in Ukkel, alwaar hij in 1928 het diploma van maatschappelijk assistent behaalde.
In de mijnen werd Dedoyard verkozen tot belangrijkste vakbondsgedelegeerde op de afdeling waar hij werkte en in 1934 trad hij toe tot het bestuurscomité van de Luikse Centrale der Mijnwerkers. In november 1937 nam Dedoyard ontslag als mijnwerker om adjunct-bestendig secretaris van de Nationale Centrale der Mijnwerkers te worden. In die hoedanigheid werd hij tevens verantwoordelijk uitgever van het maandblad L'Ouvrier Mineur, waaraan hij al sinds 1931 meewerkte. Hij schreef ook voor vakbondsbladen als Le Prolétaire en L'Action en in de socialistische kranten Le Peuple en La Wallonie.
In juli 1938 vestigde Dedoyard zich in Auvelais en werd hij secretaris van de Centrale der Mijnwerkers in het arrondissement Namen. Zich bewust van de neergang van het steenkoolbekken in Namen drong hij aan op een fusie met de mijnwerkerscentrale in het arrondissement Charleroi, die in 1945 tot stand kwam. Dedoyard werd vervolgens secretaris van deze Centrale der Mijnwerkers van Charleroi-Basse-Sambre en bekleedde deze functie tot in 1949. Dedoyard, die zich inmiddels in Châtelineau had gevestigd, werd  in 1945 eveneens lid van het Bureau van de FGTB-federatie van het arrondissement Charleroi en werd federaal secretaris van de vakbondsafdeling. 
In november 1949 werd hij verkozen tot bestendig secretaris van de Nationale Centrale der Mijnwerkers. In deze functie richtte Dedoyard zich op de ontwikkeling van het syndicalisme in het mijnbekken in de Limburgse Kempen, aangezien hij van oordeel was dat de toekomstperspectieven van de Limburgse mijnen een pak beter waren dat die van de Waalse steenkoolbekkens. In 1958 volgde hij Nicolas Dethier op als algemeen secretaris van de vakbondscentrale en werd hij hiermee een van de hoofdrolspelers in de dramatische strijd om het behoud van de Waalse steenkoolmijnen. In februari 1959 weigerde hij een wetsontwerp van de regering-G. Eyskens III om het overgrote deel van de mijnen in de Borinage goed te keuren en diende hij het tegenvoorstel in om alle steenkoolmijnen van het land te nationaliseren. Om deze eis kracht bij te zetten ging op 13 februari 1959 een spontane staking van start in de Borinage, die zes dagen later uitmondde in een algemene staking. Dedoyard onderhandelde vervolgens met de Nationale Raad voor Steenkoolmijnen om het werk te hervatten en in de nacht van 24 op 25 februari 1959 kwamen beide partijen overeen om een re-integratieplan voor ontslagen mijnwerkers op te stellen, hoewel die belofte uiteindelijk niet werd vervuld. In 1960-1961 voerde Dedoyard zijn laatste grote syndicale strijd door de mijnwerkers aan te vuren in de stakingen tegen de Eenheidswet.
In juli 1962 trad Dedoyard, ontgoocheld door het gebrek aan politieke actie om de Waalse steenkoolmijnen te redden, om gezondheidsredenen af als algemeen secretaris van de Nationale Centrale der Mijnwerkers. Niettemin werd hij in januari 1963 nog verkozen tot voorzitter en nationaal schatbewaarder van de vakbondscentrale, wat hij bleef tot in oktober 1964. In zijn laatste levensjaren werkte Dedoyard aan een studie over de geschiedenis van het socialisme in Châtelineau en over de evolutie van de arbeidsduur gedurende zijn carrière in de mijnen, al kreeg hij die niet afgewerkt. Door gezondheidskwalen als diabetes, silicose en een progressieve verlamming aan de benen bracht Dedoyard namelijk veel tijd in het ziekenhuis door. In oktober 1970 werd een hersenbloeding hem fataal.

### Politieke carrière
Dedoyard was tevens politiek actief voor de POB en daarna de PSB. Op lokaal niveau was hij van 1932 tot 1938 gemeenteraadslid van Romsée en van 1946 tot aan zijn dood was hij gemeenteraadslid van Châtelineau.
Tijdens de Duitse bezetting van België in de Tweede Wereldoorlog nam hij deel aan ondergrondse vergaderingen van de socialistische federatie van het arrondissement Charleroi, die hem in augustus 1941 afvaardigde naar het congres van de illegale Belgische Socialistische Partij in het gehucht Burnot in Rivière. Als lid van het Bureau van het Belgisch Vakverbond verspreidde Dedoyard tijdens de bezetting eveneens verzetskranten. 
In februari 1946, bij de eerste naoorlogse parlementsverkiezingen, werd Dedoyard voor het arrondissement Charleroi verkozen in de Kamer van volksvertegenwoordigers. Hij bleef er zetelen tot in maart 1961 en verdedigde als volksvertegenwoordiger de belangen van de mijnwerkers. Tijdens in de crisis rond de steenkoolmijnen pleitte Dedoyard voor een volledige nationalisering van de energiesector, of op zijn minst een uitbreiding van de bevoegdheden van de Nationale Raad voor Steenkoolmijnen. Hij diende vaak wetsvoorstellen in om de sociale bescherming van mijnwerkers te verbeteren en eiste regelmatig betere aanwervings- en arbeidsvoorwaarden voor Italiaanse gastarbeiders. Daarnaast redigeerde hij het rapport van de Kamercommissie Economische Zaken betreffende de omstandigheden die geleid hadden tot de mijnramp van Marcinelle op 8 augustus 1956 en wie hier verantwoordelijk voor was. Bij de verkiezingen van 1961 stelde Dedoyard zich geen kandidaat meer.

## Publicatie
- Méthodes modernes d'exploitation des mines de houille, 1937.